# European Darts Matchplay
De European Darts Matchplay is een dartstoernooi dat sinds 2015 wordt gehouden, als onderdeel van de PDC European Tour. 

## Edities European Darts Matchplay
| Jaar | Winnaar                                      | Runner-up                                    | Score finale                                 | Prijzengeld totaal                           | Prijzengeld winnaar                          | Prijzengeld runner-up                        | Locatie                                      |
| ---- | -------------------------------------------- | -------------------------------------------- | -------------------------------------------- | -------------------------------------------- | -------------------------------------------- | -------------------------------------------- | -------------------------------------------- |
| 2015 | Michael van Gerwen                           | Dave Chisnall                                | 6–5 (legs)                                   | £ 115.000                                    | £ 25.000                                     | £ 10.000                                     | Innsbruck, Oostenrijk                        |
| 2016 | James Wade                                   | Peter Wright                                 | 6–2 (legs)                                   | £ 115.000                                    | £ 25.000                                     | £ 10.000                                     | Hamburg, Duitsland                           |
| 2017 | Michael van Gerwen                           | Mensur Suljović                              | 6–3 (legs)                                   | £ 135.000                                    | £ 25.000                                     | £ 10.000                                     | Hamburg, Duitsland                           |
| 2018 | Michael van Gerwen                           | William O'Connor                             | 8–2 (legs)                                   | £ 135.000                                    | £ 25.000                                     | £ 10.000                                     | Hamburg, Duitsland                           |
| 2019 | Joe Cullen                                   | Michael van Gerwen                           | 8–5 (legs)                                   | £ 140.000                                    | £ 25.000                                     | £ 10.000                                     | Mannheim, Duitsland                          |
| 2020 | Werd niet gehouden vanwege de coronapandemie | Werd niet gehouden vanwege de coronapandemie | Werd niet gehouden vanwege de coronapandemie | Werd niet gehouden vanwege de coronapandemie | Werd niet gehouden vanwege de coronapandemie | Werd niet gehouden vanwege de coronapandemie | Werd niet gehouden vanwege de coronapandemie |
| 2021 | Werd niet gehouden vanwege de coronapandemie | Werd niet gehouden vanwege de coronapandemie | Werd niet gehouden vanwege de coronapandemie | Werd niet gehouden vanwege de coronapandemie | Werd niet gehouden vanwege de coronapandemie | Werd niet gehouden vanwege de coronapandemie | Werd niet gehouden vanwege de coronapandemie |
| 2022 | Luke Humphries                               | Rowby-John Rodriguez                         | 8–7 (legs)                                   | £ 140.000                                    | £ 25.000                                     | £ 10.000                                     | Trier, Duitsland                             |
| 2023 | Luke Humphries                               | Dirk van Duijvenbode                         | 8–7 (legs)                                   | £ 175.000                                    | £ 30.000                                     | £ 12.000                                     | Trier, Duitsland                             |

2004 · 2005 · 2006 · 2007 · 2008 · 2009 · 2010 · 2011 · 2012 · 2013 · 2014 · 2015 · 2016 · 2017 · 2018 · 2019 · 2020 · 2021 · 2022 · 2023 · 2024 · 2025
2015 · 
2016 · 
2017 ·
2018 ·
2019 ·
2020 ·
2021 ·
2022 ·
2023